# Viator (kommun)
Viator är en kommun i Spanien.   Den ligger i provinsen Provincia de Almería och regionen Andalusien, i den södra delen av landet, 400 km söder om huvudstaden Madrid. Antalet invånare är 5 492. Arean är 21,0 kvadratkilometer. Viator gränsar till Almería.
Terrängen i Viator är platt åt sydväst, men åt nordost är den kuperad.